# Touchez pas aux blondes
Pour plus de détails, voir Fiche technique et Distribution.
Touchez pas aux blondes est un film français réalisé par Maurice Cloche, sorti en 1960.

## Synopsis
L'inspecteur Al Wheeler, un brin fantasque et décontracté, est chargé par le shérif d'une ville de Californie d'enquêter sur l'assassinat de deux filles tatouées au bras droit. Wheeler aime le jazz, supporte le whisky, adore les femmes, ce qui l'introduit dans différents milieux, pour aboutir à l'entreprise de pompes funèbres typiquement américaine, dirigée par un certain Rodinoff. Des esthéticiennes y travaillent et Al Wheeler subodore qu'un réseau de call-girls émane de la maison. Il trouve des alliées, des embûches et parvient à ses fins après avoir approfondi la technique du maquillage de cadavres.

## Fiche technique
- Titre : Touchez pas aux blondes
- Réalisation : Maurice Cloche
- Scénario : d'après le roman À pâlir la nuit de Carter Brown
- Adaptation et dialogues : Maurice Cloche, Henri-Jacques Huet
- Photographie : Jacques Mercanton
- Musique : Hubert Rostaing
- Décors : Robert Giordani
- Son : René Longuet
- Montage : Fanchette Mazin
- Pellicule 35 mm
- Production : C.F.P.C
- Directeur de production : Jean Maumy
- Pays de production :  France
- Durée : 93 minutes
- Genre : comédie policière
- Date de sortie : 
  - France : 7 décembre 1960
- Affiche : Guy-Gérard Noël (France)

## Distribution
- Philippe Clay : L'inspecteur Al Wheeler
- Jany Clair : Jo Dexter
- Maria Riquelme : Annabelle, la dactylo du shérif
- Claudine Coster : Priscilla
- Dario Moreno : Rodinoff
- Michel Barbey : Douglas Bond
- Paul Sorèze : Elie Kaufmann
- André Weber : Le lieutenant Hamond
- Roger Fradet
- Lucien Guervil : Le shérif
- Jacqueline Mille
- Anne Carrère
- Paul Vervisch